# Isola delle Lepri
L'isola delle Lepri (in russo Заячий остров?, Zajačij ostrov) è un'isola situata nel fiume Neva a San Pietroburgo in Russia. È separata dal canale del Coronamento e dall'isola Petrogradskij a nord, a cui è collegato dai ponti del Coronamento e Ioannovskij.

## Storia

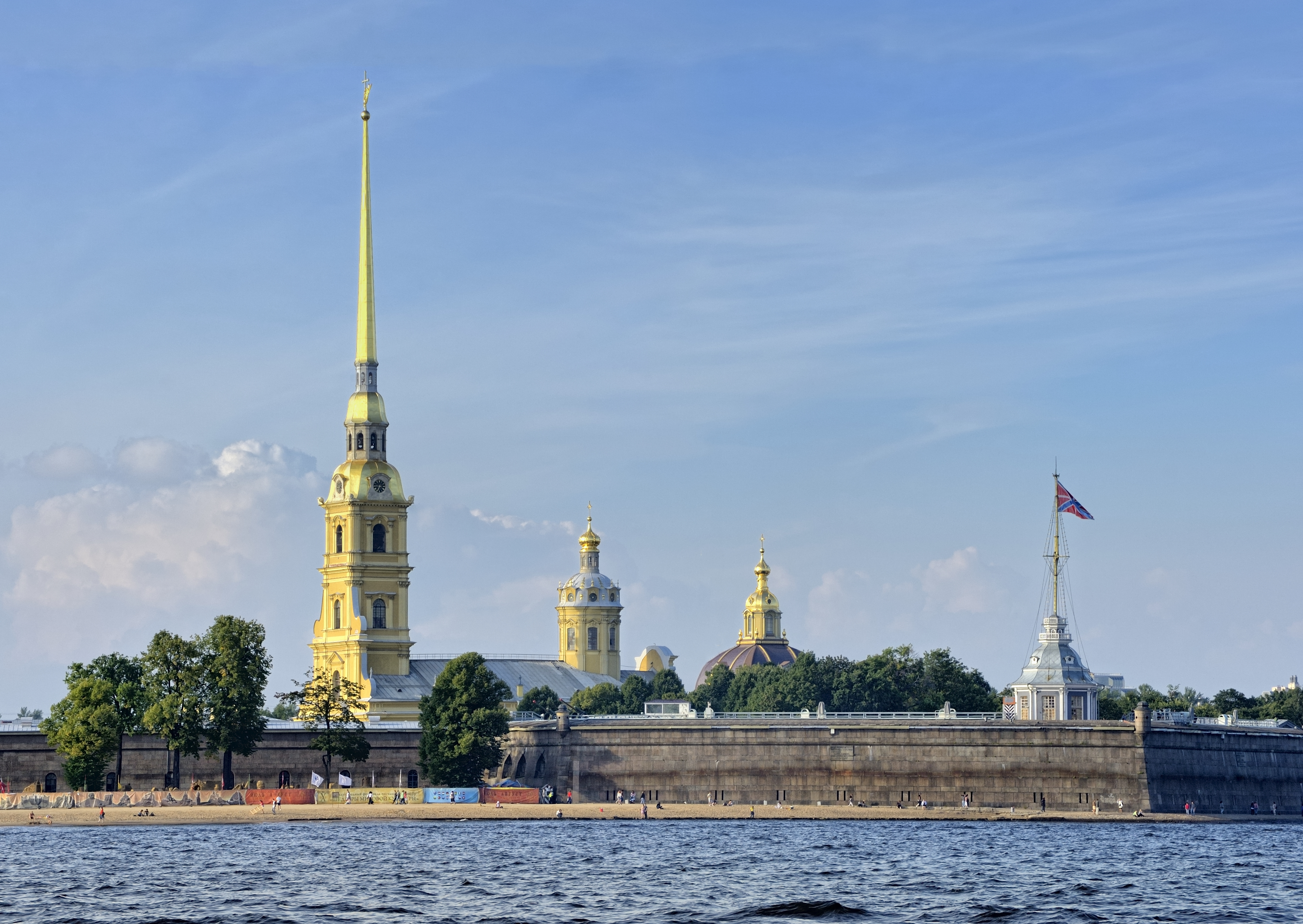
Vista della fortezza di Pietro e Paolo posta sull'isola

L'isola era in gran parte paludosa e disabitata fino al 1703, quando Pietro il Grande iniziò la costruzione della fortezza di Pietro e Paolo, ponendo egli stesso le pietre di fondazione. Fino alla fine del XIX secolo, c'erano tre canali all'interno della fortezza, che dividevano l'isola in quattro parti. I canali furono chiusi alla fine del XIX secolo.
Sull'isola vi è costruita la Cattedrale dei Santi Pietro e Paolo, dove è sepolta la maggioranza degli zar della casata dei Romanov. Il 17 luglio 1998 i resti dello zar Nicola II e della sua famiglia furono sepolti lì, ottanta anni dopo la loro morte.
Durante il Terrore rosso, l'isola fu il luogo di svariati massacri. Alcune stime indicano che il numero di corpi sepolti sono centinaia e potenzialmente migliaia.